# 内山あみ
内山 あみ（うちやま あみ、2000年1月17日 - ）は、日本のタレント。元3B junior、元KAGAJO☆4S、元ロッカジャポニカのメンバー。元スターダストプロモーション所属。

## 来歴
キリンプロに所属し子役デビュー。2012年からはユニット「そらいろのきりん」としても活動していたが、 2013年3月に脱退。同年4月に事務所をスターダストプロモーションに移し、KAGAJO☆4Sに加入。2013年12月28日のAKIBAカルチャーズ劇場で行われたイベントにて2014年2月1日に解散することを発表。
その後は3B junior、および3B junior内のユニット「キングレコード組（仮）」として活動。2015年11月29日に東京・豊洲で行われた東京湾ツアー最終日にユニット名がロッカジャポニカとなり、2016年1月27日にロッカジャポニカとしてキングレコードより「ワールドピース」でメジャーデビューする。
2019年4月29日、ロッカジャポニカの中野サンプラザでのコンサートをもってグループを脱退、スターダストプロモーションを退社。

## 人物
- 趣味は映画鑑賞、動画作成[4]、探検すること[5]
- 好きな言葉は「まいにちえがお」[4]
- 姉はSILENT SIRENの山内あいな[6]。

## 出演

### TV
- 「僕の秘密★兵器」（メ～テレ）
- 「おいしいデパ地下」（EX）斐馬真理役幼少
- 「風林火山」（NHK）真理姫役
- 「文芸社ドラマスペシャル“母とママと、私。”」藤本綾乃役（EX）
- 土曜ワイド劇場「悪魔のような女」（EX）綾役（幼少）

### ミュージカル
- 「金色のコルダ ステラ・ミュージカル」リリ役

### CM
- マクドナルド「ハッピーセット」
- 森永製菓「ハイチュウ」
- JOMO
- 三菱UFJファイナルシャルグループ
- ハナマルキ
- バンダイ「キャラクターTシャツ」
- SUBARU「STELLA」
- 三井生命保険「機関車先生タイアップ篇」

### 映画
- 「ゆれる」（西川美和監督）
- 「THE CODE/暗号」（林海象監督）

### スチール撮影
- 講談社「ひめぐみ」
- エイト「リルガール」
- 日本配置役「2010年度版カレンダー」
- 講談社「たのしい幼稚園」
- 富士通マイクロエレクトロニクス社
- ニューオータニ「ホテルニューオータニ」
- 講談社「たのしい幼稚園」
- 小学館「小学一年生」
- あがつま
- マクドナルド「ハッピーセット」
- 小学館「Latta」
- アスクル
- Canon「EOS KISS DIGITAL」
- トイザらス
- クボタ松下電工外装
- 小学館「学習幼稚園」
- 扶桑社「ESSE」
- ベネッセコーポレーション「ひよこクラブ」
- 小学館「めばえ」
- 講談社「ディズニーファン」
- 三越デパート「七五三」
- 角川書店「ウォーカーキッズぴっころ」
- ベネッセコーポレーション「こっこクラブ」
- UNIQLO秋号カタログ
- 学習研究社「Picclo」
- ベネッセコーポレーション「こどもちゃれんじ」
- ナイスデーファミリー

### Web
- おっかけ！3B junior 内山あみ 2016年7月21日
- 3B junior原色図鑑 zero 内山あみ  2018年4月3日
- おっかけ！3B junior 内山あみ  2018年7月15日
- U18 zero 内山あみ①  2018年9月13日
- U18 zero 内山あみ②  2018年9月22日
- U18 zero 内山あみ③  2018年10月21日
- U18 zero 内山あみ④  2018年10月24日
- おっかけ！3B junior －番外編－  内山あみ  2018年12月27日
- 「ここから、内山あみ」  2019年4月27日